# Wapen van Groenland

Wapen van Groenland

Het wapen van Groenland is een blauw schild met daarop een ijsbeer. Dit was voor het eerst te zien in het wapen van Denemarken.
De huidige versie is in gebruik door Groenland sinds 1 mei 1989 en was ontworpen door de Groenlandse kunstenaar Jens Rosing. De beer symboliseert de flora en fauna van het land, de blauwe kleur de Atlantische Oceaan en de Noordelijke IJszee, die Groenland omringen.
Hoewel op de meeste afbeeldingen van ijsberen de rechterpoot is opgetild (zoals bij het officiële wapen van de Deense overheid) heeft deze beer zijn linkerpoot omhoog. Dat komt van een oud geloof van de Inuit dat ijsberen linkshandig zijn.
Antigua en Barbuda · Aruba · Bahama's · Barbados · Belize · Canada · Costa Rica · Cuba · Curaçao · Dominica · Dominicaanse Republiek · El Salvador · Grenada · Guatemala · Haïti · Honduras · Jamaica · Mexico · Nicaragua · Panama · Saint Kitts en Nevis · Saint Lucia · Saint Vincent en de Grenadines · Sint Maarten · Trinidad en Tobago · Verenigde Staten
Afhankelijke gebieden

Amerikaanse Maagdeneilanden · Anguilla · Bermuda · Britse Maagdeneilanden · Groenland · Guadeloupe · Kaaimaneilanden · Martinique · Montserrat · Navassa · Puerto Rico · Saint-Pierre en Miquelon · Turks- en Caicoseilanden